# 夢とカプリッチョ

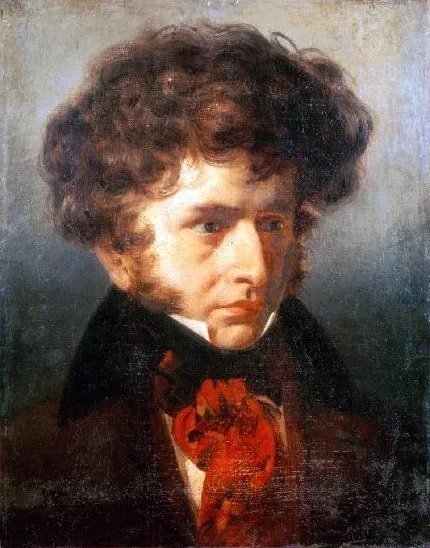
エミール・シニョル(Émile Signol)による若きベルリオーズ, （1832

夢とカプリッチョ（ゆめとカプリッチョ、Rêverie et Caprice ） 作品8は、エクトル・ベルリオーズが作曲したヴァイオリンと管弦楽のための楽曲。フランス語発音に基づき夢とカプリスとも表記される。副題は「ヴァイオリンと管弦楽のためのロマンス」。ベルリオーズの協奏的作品は『イタリアのハロルド』とこの作品の2曲のみである。

## 概要
元々は、オペラ『ベンヴェヌート・チェッリーニ』第1幕のテレーザのカヴァティーナの編曲であるが、このカヴァティーナ自体はオペラの初演前に削除された。ベルリオーズの自伝『回想録』によれば、1841年の3月にヴァイオリンと管弦楽のための協奏曲を書き上げられ、翌1842年2月1日に初演されたと書かれている。この曲にはプログラムが伝えられているが信憑性がなく、定かでない。
なお、演奏されることは稀で、滅多に聴くことはできない。

## 作品の特徴
自由な二部形式で、叙情的なアダージョの主題が2つの副主題を挟む形で現れ、全体が再現される。そして最後は情熱的なコーダで締めくくられる。